# Чередниченко Іван Григорович
Іва́н Чередниче́нко  (* 20 вересня 1898, станиця Калузька, тепер Сєверського району Краснодарського краю — 17 вересня 1968, Краснодар), мовознавець, кандидат філологічних наук (1940), доцент (1941), уроджнець Кубані.

## Біографія
По закінченні Кубанського педагогічного інституту (1935) й аспірантури (1940) в Ленінграді працювва у закладах вищої освіти. У вересні 1940 — серпні 1942 рр. — декан факультету мови та літератури, завідувач кафедри російської мови Кабардинського педагогічного інституту. Разом із родиною з 15 жовтня 1942 до 1 січня 1943 року перебував у окупованому німцями Нальчику, не працював. З жовтня 1943 року обіймав посаду декана факультету мови та літератури Ташаузького учительського інституту (Туркменська РСР). Через складний клімат та відсутність сімейного житла був переведений в Україну. У вересні 1944 року з родиною переїхав до Полтави, де спочатку був призначений завідувачем кафедри російської мови Полтавського державного педагогічного інституту. У 1945—1946 роках обіймав посаду заступника директора по заочному відділу. У січні 1946 року — переїзд до Ужгорода, де до травня цього ж року обіймав посаду проректора з навчальної частини Ужгородського державного університету. Також, у січні 1946 — січні 1947 років працював завідувачем кафедри української мови. У січні 1947 року — черговий переїзд. На цей раз до Львова, де працював на посаді доцента та завідувача кафедри Львівського державного університету ім. І. Франка. У серпні 1950 — серпні 1952 років — завідувач кафедри української мови Ніжинського державного педагогічного інституту ім. М. В. Гоголя. Викладав курс українського мовознавства.
За наказом Міносвіти УРСР 25 серпня 1952 року був зарахований на посаду старшого викладача російської мови Глухівського учительського інституту, з 1 вересня 1952 року — доцент. Через рік, 1 вересня 1953 року був призначений керівником кафедри мови. 1 січня 1954 року — нове призначення: заступником директора по навчальній і науковій роботі, суміщаючи цю посаду з обов'язками завідувача кафедри. Викладав курси «Вступ до мовознавства», «Методику російської мови», «Сучасний курс української мови». Звільнений 29 серпня 1955 року з обидвох посад у зв'язку з переходом до іншої системи.

## Наукова діяльність
Статті з синтаксису новітньої української мови, зокрема в творах Івана Франка, статті з діалектології Західної України.
Головна праця «Нариси з загальної стилістики сучасної української мови» (1962).
Також праці з російського мовознавства й методики викладання мови.